# Magnus Olafsson
Magnús Óláfsson (mất năm 1265) là một vị vua của Đảo Man và Tiểu quần đảo. Ông là con của Óláfr Guðrøðarson, Vua Tiểu quần đảo, và là thành viên của triều đại Crovan. Magnús bao gồm Mann các bộ phận của Hebrides. Một số thành viên hàng đầu của gia đình Magnús - chẳng hạn như cha của ông - tự xưng "Vua của Đảo"; Các thành viên khác - như Magnús và anh em của ông - tự xưng "Vua Mann và Đảo". Mặc dù các vị vua theo quyền của họ, các thành viên hàng đầu của triều đại Crovan đã vinh danh các vị vua của Na Uy và nhìn chung được thừa nhận một sự lăng mạ danh vọng của Na Uy và đảo Mann và Hebrides.
Năm 1237, Óláfr qua đời và được kế vị bởi người con trai Haraldr, người sau này bị chết đuối vào năm 1248. Ngôi vua của ông sau đó bị anh trai của ông, Rǫgnvaldr Óláfsson chiếm đoạt. Sau một vài tuần lễ, Rǫgnvaldr đã bị giết và vua Haraldr Guðrøðarson, cháu người anh em cùng mẹ khác cha của Óláfr và đối thủ không đội trời chung, Rǫgnvaldr Guðrøðarson, Vua Tiểu quần đảo. Sau một thời gian trị vì ngắn, Haraldr này đã bị phế truất bởi lãnh chúa của ông, Hákon Hákonarson, vua Na Uy. Trong sự vắng mặt của Haraldr, Magnús và mối quan hệ của ông, Eóghan Mac Dubhghaill, Vua Tiểu quần đảo, không thành công trong nỗ lực chinh phục đảo Mann. Một vài năm sau, Magnús thành công quay trở lại đảo và được tuyên bố là vua.
Trong những năm 1240, sau những nỗ lực để mua Tiểu quần đảo từ Hákon, Alexander II, Vua của Scotland sử dụng chiến tranh để giành chiến thắng trong khu vực. Cái chết của ông vào năm 1249 đã chấm dứt cuộc xâm lược hướng tây của ông, và mãi cho đến những năm 1260 rằng một vị vua Scotland lại một lần nữa lại cố gắng áp đặt quyền lực của ông vào Tiểu quần đảo.
Năm 1261, con trai của Alexander II và người kế nhiệm, Alexander III, đã cố gắng mua Tiểu quần đảo không thành công, trước khi lực lượng Scotland tiến vào Hebrides. Phản ứng của Hákon đối với việc xâm lược của người Scotland là tổ chức một đội thuyền khổng lồ để tái khẳng định chính quyền Na Uy. Mùa hè năm 1263, đội tàu đi qua Hebrides. Mặc dù lực lượng của ông đã tăng sức mạnh khi họ đi  thuyền về phía nam, nhà vua Na Uy chỉ nhận được sự ủng hộ nhiệt tình từ nhiều chư hầu Na Uy-Gaelic-trên thực tế, Magnús là một trong số ít người tỏ ra hết lòng với Hákon. Tại một thời điểm trong chiến dịch, Hákon đã phái Magnús và một số chư hầu khác xâm nhập sâu vào Lennox. Trong khi đó, lực lượng chính của Na Uy đã bị chiếm đóng với trận Largs - một loạt các cuộc đụng độ nổi tiếng nhưng không kết thúc chống lại người Scotland. Sau hành động này, hạm đội của Hákon đã trở về nhà đã hoàn thành rất ít. Không lâu sau khi Hákon ra đi và chết, Alexander đã phát động một chuyến chinh phạt vào Hebrides, và đe dọa đảo Mann với cùng một điều. Magnús sau đó trình lên vua Scotland, và thần phục vùng đất của mình, tượng trưng cho sự thất bại của chiến dịch của Hákon, và đánh dấu sự sụp đổ hoàn toàn của ảnh hưởng Na Uy trong Tiểu quần đảo.
Magnús, vị vua trị vì cuối cùng của triều đại của ông, qua đời tại lâu đài Rushen năm 1265, và được chôn cất tại Tu viện St Mary of Rushen. Vào thời điểm ông qua đời, ông đã cưới con gái của Eóghan là Máire. Trong năm sau khi ông qua đời, Hebrides và Mann được chính thức nhượng lại bởi Vua Na Uy cho Vua Scots. Mười năm sau cái chết của Magnús, Guðrøðr, một đứa con hoang của cố gắng tự lập mình làm vua trên Mann. Cuộc nổi dậy của Guðrøðr đã nhanh chóng và tàn phá tàn nhẫn bởi lực lượng Scotland, và hòn đảo này vẫn là một phần của Vương quốc Scotland. Vào những năm 1290, phần Hebridean của vương quốc Hòn đảo của Magnús đã được đưa vào một vùng Sheridmore Scotland mới được tạo ra.